# Fábio Simplício
Fábio Henrique Simplício, född 23 september 1979 i São Paulo, Brasilien, bättre känd som Fábio Simplício, är en före detta brasiliansk fotbollsspelare som spelade som mittfältare.

## Klubbkarriär

### São Paulo
Simplício började sin fotbollskarriär i sin hemstad med São Paulo FC, där han spelade mellan 2000 och 2004.

### Parma
2004 lämnade han São Paulo för att spela med Parma i italienska Serie A. Han spelade i Parma två säsonger och blev en av klubbens viktigaste spelare.

### Palermo
I juni 2006 skrev han på för Palermo. Han spelade 129 matcher och gjorde 21 mål för ö-laget.

### AS Roma
I januari 2010 berättade hans agent att Simplício inte skulle förlänga sitt kontrakt med Palermo. Han skulle istället spela för ett annat lag under nästa säsong.
Den 1 juni 2010 undertecknade Fábio ett kontrakt med AS Roma.

### Cerezo Osaka
Den 27 juli 2012 skrev han på för Cerezo Osaka

## Internationell karriär
Den 17 november 2009 gjorde Simplício debut för Brasilien i en vänskapsmatch mot Oman.